# Neocopepoda
Neocopepoda is een infraklasse van de eenoogkreeftjes (Copepoda).

## Superordes
- Gymnoplea Giesbrecht, 1882
- Podoplea Giesbrecht, 1882